# Partido Verde Independiente de Belice
El Partido Verde Independiente de Belice fue un partido político ecologista beliceño. Era de los pocos partidos verdes que no fue miembro de la Global Verde. En julio de 2015 presentó candidato a representante de Dangriga en el Congreso de Belice a Llewellyn Lucas, quien terminó en tercer lugar Lucas sería de nuevo candidato en las elecciones generales del mismo año como representante en el distrito de Toledo, resultando en el quinto lugar. El partido fue disuelto luego del asesinato mediante decapitación del ya mencionado Lucas en 2019.